# Qualificazioni al campionato europeo maschile under 21 di calcio 2017 - Gruppo 9

## Classifica
| Squadra              | P.ti | G | V | N | P | F  | S  | DR  |
| -------------------- | ---- | - | - | - | - | -- | -- | --- |
| Inghilterra          | 20   | 8 | 6 | 2 | 0 | 20 | 3  | +17 |
| Norvegia             | 16   | 8 | 5 | 1 | 2 | 12 | 10 | +2  |
| Svizzera             | 12   | 8 | 3 | 3 | 2 | 11 | 8  | +3  |
| Kazakistan           | 4    | 8 | 1 | 1 | 6 | 3  | 14 | -11 |
| Bosnia ed Erzegovina | 3    | 8 | 0 | 3 | 5 | 2  | 13 | -11 |

## Risultati
| Arbitro: | Anatolii Zhabchenko |

|                             |           |  |
| Elyounoussi 45’ Aursnes 88’ | Marcatori |  |

| Arbitro: | Vadims Direktorenko |

|                  |           |                           |
| Hajradinović 58’ | Marcatori | 27’ Tuliyev 43’ Aýımbetov |

| Arbitro: | Nikola Popov |

|  |           |                     |
|  | Marcatori | 85’ (rig.) Tarashaj |

| Arbitro: | Benoît Bastien |

|  |           |                          |
|  | Marcatori | 45+1’ (rig.) Ward-Prowse |

| Arbitro: | Dumitri Muntean |

|                                        |           |               |
| Tarashaj 12’ (rig.), 76’ Tabaković 63’ | Marcatori | 80’ Ćerimagić |

| Arbitro: | Jovan Kaludjerović |

|                             |           |              |
| Elyounoussi 14’ Sørloth 69’ | Marcatori | 50’ Jalmuqan |

| Arbitro: | Dominik Ouschan |

|               |           |             |
| Tabaković 30’ | Marcatori | 19’ Trodsen |

| Arbitro: | Tiago Martins |

|                                          |           |  |
| Loftus-Cheek 53’ Redmond 70’ Akpom 90+4’ | Marcatori |  |

| Sarajevo 12 novembre 2015, ore 13:00 UTC+2 | Bosnia ed Erzegovina | 0 – 0 referto | Inghilterra | Stadio Asim Ferhatović Hase\| Arbitro: \| Alexander Harkam \| |
| Arbitro:                                   | Alexander Harkam     |               |             |                                                               |

| Arbitro: | Andreas Ekberg |

|                                         |           |              |
| Ward-Prowse 82’ Watmore 85’ Akpom 90+1’ | Marcatori | 45’ Tarashaj |

| Astana 25 marzo 2016, ore 15:30 UTC+3 | Kazakistan    | 0 – 0 referto | Bosnia ed Erzegovina | Astana Arena\| Arbitro: \| Suren Baliyan \| |
| Arbitro:                              | Suren Baliyan |               |                      |                                             |

| Arbitro: | Daniel Siebert |

|             |           |           |
| Kamberi 76’ | Marcatori | 47’ Akpom |

| Arbitro: | Pavle Radovanović |

|                                     |           |  |
| Khelifi 28’ Angha 41’ Fernandes 63’ | Marcatori |  |

| Arbitro: | Alexandros Aretopoulos |

|  |           |                 |
|  | Marcatori | 57’ Elyounoussi |

| Arbitro: | Ali Palabıyık |

|                                                                       |           |           |
| Rashford 29’, 66’, 72’ (rig.) Chalobah 38’ Loftus-Cheek 64’ Baker 86’ | Marcatori | 68’ Zahid |

| Sarajevo 6 settembre 2016 | Bosnia ed Erzegovina | 0 – 0 referto | Svizzera | Stadion Grbavica\| Arbitro: \| Michael Tykgaard \| |
| Arbitro:                  | Michael Tykgaard     |               |          |                                                    |

| Arbitro: | Sergei Lapochkin |

|  |           |         |
|  | Marcatori | 6’ Gray |

| Arbitro: | Marco Guida |

|                           |           |               |
| Zahid 44’ Elyounoussi 79’ | Marcatori | 66’ Fernandes |

| Arbitro: | Mohammed Al-Hakim |

|                                                   |           |  |
| Swift 14’ Abraham 18’, 68’ Onomah 49’ Watmore 62’ | Marcatori |  |

| Arbitro: | Nenad Djokić |

|  |           |                             |
|  | Marcatori | 53’, 85’ Ødegaard 68’ Zahid |